# Erich Müller (Autor)
Hans Erich Müller (* 21. Mai 1933 in Frankfurt am Main; † 2006) war ein deutscher Sachbuchautor. Er war Herausgeber und Verfasser mehrerer Werke über Tauben und Taubenzucht.

## Leben
Müller war 1. Vorstand des Verbandes Deutscher Rassetaubenzüchter und später dessen Ehrenvorsitzender. Der seit 1962 in Unterwössen in Oberbayern wohnende selbstständige Verwaltungskaufmann verfasste Fachbücher und Monografien über die von ihm gezüchteten Taubenrassen, hauptsächlich auch der Kingtaube. Er war Mitglied im Frankfurter Taubenklub und gründete den King-Klub Deutschland. Seit 1968 war er Preis- und Sonderrichter im Zuchtausschuss des Bundes Deutscher Rassegeflügelzüchter (BDRG), wo er auch für die Öffentlichkeitsarbeit tätig war.

## Werke (Auswahl)
- Das große Kingtaubenbuch : Geschichte – Zucht – Haltung, Reutlingen: Oertel und Spörer, 2003, ISBN 3-88627-609-0
- Haltung und Zucht von Rassetauben, Oertel und Spörer, 1996, ISBN 3-88627-156-0
- Illustriertes Rassetauben-Buch, Augsburg: Naturbuch-Verlag, 1993, ISBN 3-89440-068-4
- Fancy pigeons : a handbook of the history, care and breeding of exhibition pigeons, in Kooperation mit Cyril J. Morley, Hengersberg: Schober, 1985, ISBN 3-88620-031-0
- Rassetauben, Hengersberg: Schober, 1984, ISBN 3-88620-030-2
- Die Pfautaube : Geschichte – Zucht – Haltung, Verlagshaus Reutlingen Oertel u. Spörer, 1981
- Die Welt der Rassetauben : Zucht d. Rassetauben ; Taubenrassen, Verlagshaus Reutlingen Oertel u. Spörer, 1978, ISBN 3-921017-73-4